# جرهاردوس زندبرگ
جرهاردوس زندبرگ (به انگلیسی: Gerhardus Zandberg) (زادهٔ ۲۳ آوریل ۱۹۸۳) شناگر اهل آفریقای جنوبی است.